# Himno de la República Socialista Soviética de Letonia
El Himno de la RSS de Letonia (letón: Latvijas Padomju Sociālistiskās Republikas Himna) fue el himno de la RSS de Letonia, una de las repúblicas constituyentes de la Unión Soviética..

## Historia
La música fue compuesta por Anatols Liepiņš, y la letra fue escrita por Fricis Rokpelnis y Jūlijs Vanags.

## Letra
| Letón | Cirílico letón (no oficial) | Transcripción AFI | Traducción al español |
| Šai zemē visdārgā mēs brīvību guvām, Te paaudžu paaudzēm laimīgam dzimt, Te šalc mūsu jūra, te zied mūsu druvas, Te skan mūsu pilsētas, Rīga te dimd. Padomju Latvija mūžos lai dzīvo, Spoža lai Padomju vainagā mirdz! Mēs cēlāmies, verdzības važas lai rautu, Par gadsimtu cīņām ik vieta vēl teic. Vien biedros ar diženās Krievzemes tautu Mēs kļuvām par spēku, kas pretvaru veic. Padomju Latvija mūžos lai dzīvo, Spoža lai Padomju vainagā mirdz! Pa Ļeņina ceļu uz laimi un slavu Ar Oktobra karogu iesim mūždien. Mēs sargāsim Padomju Tēvzemi savu Līdz pēdējai asiņu lāsei ikviens. Padomju Latvija mūžos lai dzīvo, Spoža lai Padomju vainagā mirdz! | Шај земе̄ висда̄рга̄ ме̄с брӣвӣбу гува̄м, Те паауџу паауѕе̄м лајмӣгам ѕимт, Те шалц мӯсу јӯра, те зјед мӯсу друвас, Те скан мӯсу пилсе̄тас, Рӣга те димд. Падомју Латвија мӯжос лај ѕӣво, Спожа лај Падомју вајнага̄ мирѕ! Ме̄с це̄ла̄мјес, верѕӣбас важас лај рауту, Пар гадсимту цӣња̄м ик вјета вел тејц. Вјен бједрос ар дижена̄с Крјевземес тауту Мес кљувам пар спе̄ку, кас претвару вејц. Падомју Латвија мӯжос лај ѕӣво, Спожа лај Падомју вајнага̄ мирѕ! Па Љењина цељу уз лајми ун славу Ар Октобра карогу јесим мӯждјен. Ме̄с сарга̄сим Падомју Те̄вземи саву Лӣѕ пе̄де̄јај асињу ла̄сеј иквјенс. Падомју Латвија мӯжос лај ѕӣво, Спожа лај Падомју вајнага̄ мирѕ! | [ʃaj zɛmɛː vizdaːrgaː mɛːz briːviːbu guvaːm ǀ] [tɛ paːwd͡ʒu paːwd͡zɛːm lajmiːgam d͡zimt ǀ] [tɛ ʃalt͡s muːsu juːra ǀ tɛ zjɛd muːsu druvas ǀ] [tɛ skam muːsu pilsɛːtas ǀ riːga tɛ dimd ‖] [padʷɔmʲu latvija muːʒʷɔs laj d͡ziːvʷɔ ǀ] [spʷɔʒa laj padʷɔmʲu vajnagaː mird͡z ‖] [mɛːs t͡sɛːlaːmjɛs ǀ værd͡ziːbaz vaʒas laj rawtu ǀ] [par gad͡zimtu t͡siːɲaːm ig vjɛta vɛːl tɛjt͡s ǁ] [vjɛm bjɛdrʷɔs ar diʒɛnaːs krjɛvzɛmɛs tawtu] [mɛːs kʎuvaːm par spɛːku ǀ kas prɛtvaru vɛjt͡s ǁ] [padʷɔmʲu latvija muːʒʷɔs laj d͡ziːvʷɔ ǀ] [spʷɔʒa laj padʷɔmʲu vajnagaː mird͡z ‖] [pa ʎɛɲina t͡sɛʎu uz lajmi un slavu] [ar ɔktɔbra karʷɔgu jɛsim muːʒdjɛn ‖] [mɛːs sargaːsim padʷɔmʲu tɛːvzɛmi savu] [liːt͡s pɛːdɛːjaj asiɲu laːsɛj igvjæns ‖] [padʷɔmʲu latvija muːʒʷɔs laj d͡ziːvʷɔ ǀ] [spʷɔʒa laj padʷɔmʲu vajnagaː mird͡z ‖] | En esta tierra tan querida de libertad aprendimos, Generaciones nacen felices, aquí. Aquí cruje nuestro mar, y nuestra flor en los campos, Aquí en nuestra ciudad, el Riga resuena, aquí. Coro: ¡Letonia soviética, vive para siempre, Brillante en la corona soviética resplandece! Nos levantamos para derrotar los yugos de esclavitud, Por siglos, hablan de largas batallas en todo lugar. Sólo junto a los camaradas de la gran nación rusa, Nos volvemos una fuerza que gana llevándolo a cabo. Coro En el camino de Lenin a la fortuna y fama A la bandera de Octubre iremos por siempre. Cuidaremos la patria soviética Todos, hasta la última gota de sangre. Coro |